# Харьковский государственный академический украинский драматический театр имени Т. Шевченко
Харьковский государственный академический украинский драматический театр имени Т. Шевченко (укр. Харківський академічний український драматичний театр імені Тараса Шевченка) — академический театр в Харькове.

## История
Создан в 1934 году на базе разгромленного «Березиля». В 1935 году театру присвоено имя Тараса Григорьевича Шевченко. В 1947 году театру был присвоен статус «академического».
Ориентация на соцреалистические позиции, преобладание в репертуаре русской советской драматургии, копирование театра им. И. Франко, выдвижение А. Корнейчука главой украинских драматургов, ограничения западноевропейского репертуара классикой XIX века характеризуют ведущую линию новообразованного театра. Приказом Народного комиссариата образования в октябре 1933 театр (ещё тогда «Березиль») возглавил М. Крушельницкий (1933 — 52), впоследствии воспитанник Московского художественного академического театра Б. Норд (1952—57), далее А. Сердюк (1957 — 62), которого сменил В. Крайниченко. После смерти последнего (1964) театр постепенно сошел на репертуар современной соцреалистической драматургии, бытовой классики и на участившиеся гастроли российских режиссёров школы К. Станиславского.
Из послевоенных выпускников Харьковского института искусств работал режиссёром Г. Кононенко (1965—69), из московской школы В. Оглоблин (1967—1971), впоследствии Б. Мешкис (1971 — 74), А. Литко и другие. Заметными спектаклями послевоенного времени были: «Не называя фамилий» В. Минка, «Призраки» Г. Ибсена, «Гамлет» В. Шекспира, «Плянета Спераниа» А. Коломийца, «Перекоп» И. Кавалеридзе, «Патетична соната» М. Кулиша (1972), «705 дней до Нюрнберга» (1986), «Сьома свіча» («Полёты с ангелом», 1997), «Набережная Круазетт» (1994) и «Клип» (1995) по пьесам драматурга Зиновия Сагалова. поставленные режиссёром Александром Беляцким. В 2002—2005 годах художественным руководителем и генеральным директором театра был Андрей Жолдак. Спектаклями А. Жолдака «Гамлет. Сны», «Один день Ивана Денисовича», «Месяц любви», «Четыре с половиной», «Гольдони. Венеция» театр успешно представлял Украину на крупнейших международных фестивалях в семнадцати европейских странах. В 2004 году за спектакли «Месяц любви» и «Гольдони. Венеция» Андрей Жолдак был удостоен Премии ЮНЕСКО , а труппа театра вошла в десятку лучших трупп Европы. Спектакль А. Жолдака «Ромео и Джульетта» был запрещен на Украине, премьера этого спектакля состоялась в Берлине в ноябре 2005 года.
Во время своего руководства Андрей Жолдак в память о выдающемся режиссёре Лесе Курбасе пытался вернуть театру его прежнее название «Березиль».
Декораторами театра работали: В. Меллер, В. Греченко, Д. Власюк, Г. Батий, А. Костюченко, В. Кравец, Т. Медвидь и др.
В актёрский состав, кроме старых «березильцев» (А. Бучма, Д. Антонович, И. Марьяненко, Л. Дубовик, Е. Бондаренко, Н. Ужвий, С. Федорцева, В. Чистякова, Г. Козаченко, входили: Л. Криницкий, В. Герасимова, Н. Лихо; выпускники Харьковского института искусств и студии: Р. Колосова, С. Чибисова, Л. Попова, А. Свистунов, Л. Быков, А. Литко, В. Шестопалов, В. Маляр, А . Дзвонарчук, В. Ивченко, Л. Тарабаринов и др.

## Мемориальные доски актёрам театра

Марьяну Крушельницкому
Лесю Курбасу
Леониду Быкову

## Награды
- Орден Ленина (22 мая 1947 года) — в связи с 25-летием основания театра, а также принимая во внимание его большие заслуги в деле развития украинского советского театрального искусства[1].